# مقام النبي هارون

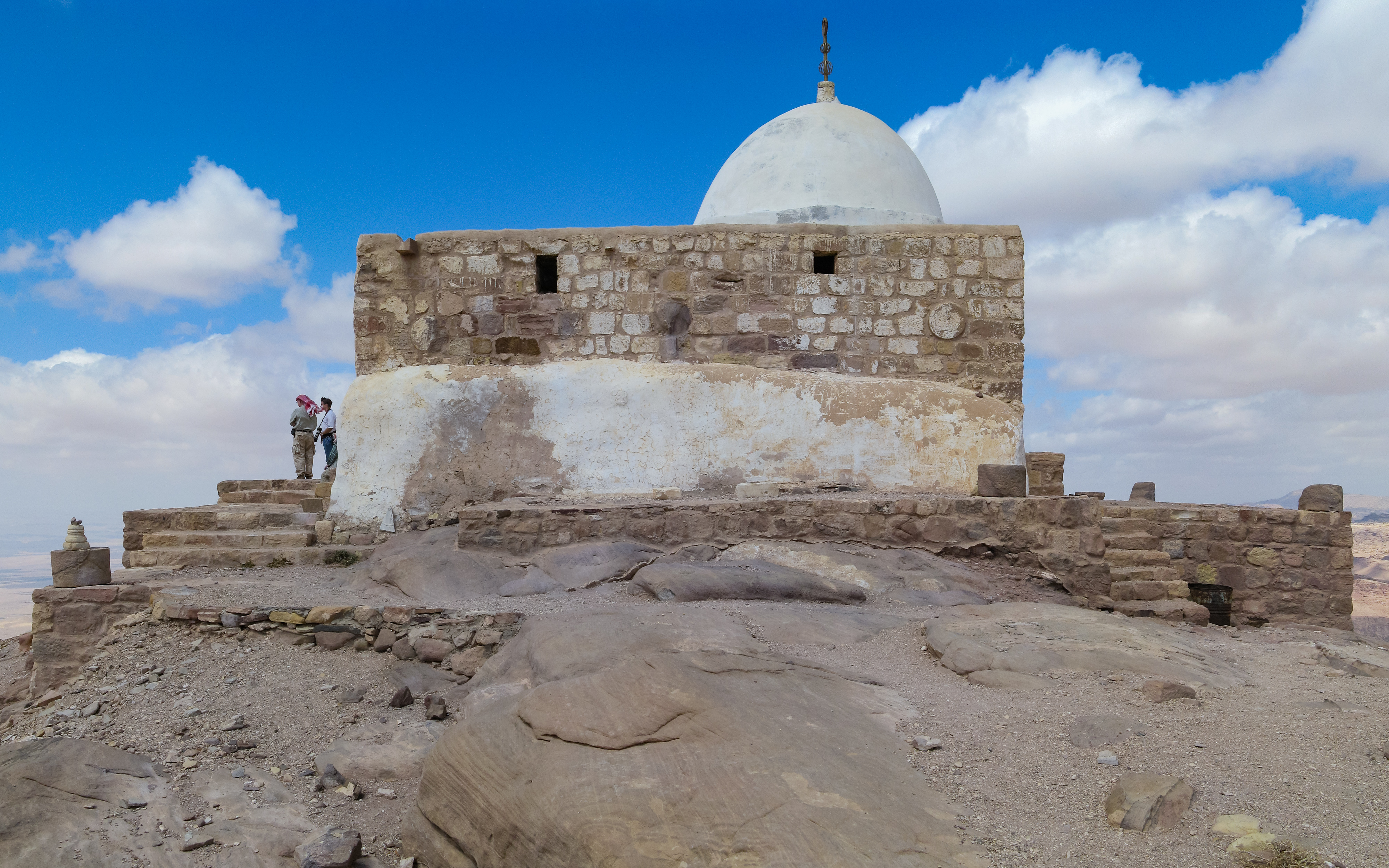
مقام هارون، على قمة جبل هارون،البتراء،(الأردن).

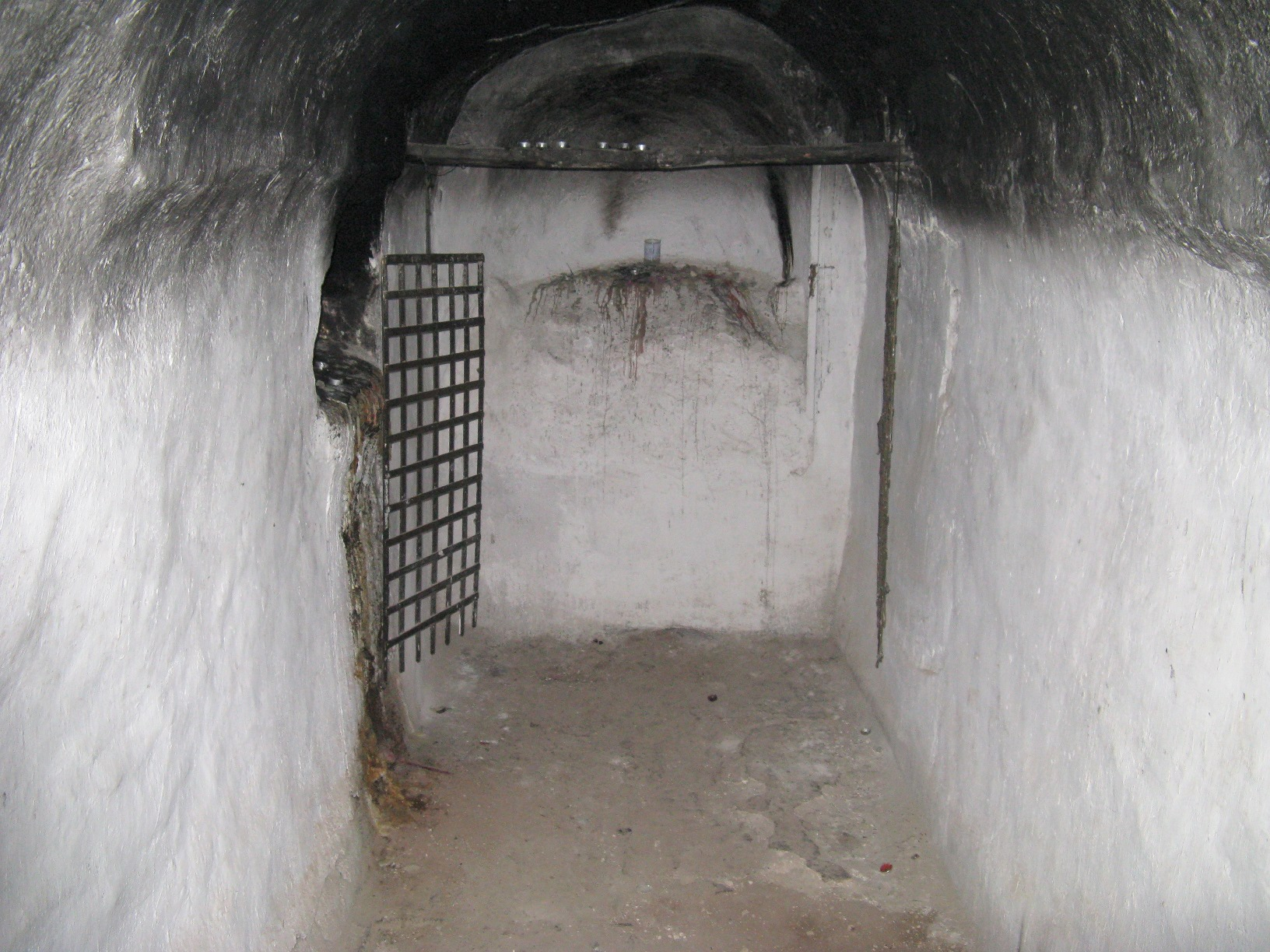
مقام النبي هارون.

مقام النبي هارون هو ضريح تاريخي في الأردن يعتقد أنه لنبي الله هارون.

## التاريخ والوصف
يعود بتاريخه إلى العهد المملوكي والضريح عبارة عن غرفة وساحة صغيرة تعلو الغرفة قبة بيضاء كتب على أعلى باب المقام تاريخ تجديده سنة 709 هجري والقبر مجلل بخلعه خضراء وأمامه حجر أسود.
الضريح مقدس منذ أن سكن الأنباط البتراء وتوالت عليه بنايات أسلامية ووجدت بعض الصوامع المسيحية بالقرب من المكان.
يقع مقام النبي هارون في أعلى نقطة في البتراء وعلى ارتفاع 135م، ويتألف البناء من مسجد تعلوه قبة وهو المقام الذي تتناقله الأجيال هناك أنه مقام النبي هارون.
يتكون الموقع بتواجد كنيستين: الأولى فقد أنشئ البناء وقياساته 13.20* 22.60 م على المخطط البازليكي وهو يتشكل من صالة وسطى وجناحين، ويقسمهما من الداخل صفا أعمدة يتألف كل منهما من سبعة أعمدة استبدلت فيما بعد بدعامات، وكانت المسافة بين الأعمدة نحو 2.50 م، ويتشكل الهيكل من محراب نصف دائري داخلي وغرفتين جانبيتين، بحيث يرتفع كل من المحراب والخورس بدرجتين عن مستوى الكنيسة.
وعندما تعرضت الكنيسة للدمار أعيد بناؤها وأُحدثت فيها تغييرات منها وضع دعامات بدل الأعمدة، وقد رفعت في هذه المرحلة أرضية المحراب والخورس وتم اختصار طول الكنيسة بجدار ورصفت الباحة بألوان من الحجر الرملي، وأصبح المحراب مسقوفًا بنصف قبة والغرف الجانبية حملت سقوفها على أقواس وقد بلطت أرضية المحراب بالرخام.
يتبع البناء مصلى على نمط كنيسة قاعة 6.40 م*16 م بمحراب داخلي ويقع إلى الشمال من الكنيسة وقد يكون معاصرًا للكنيسة أو مضافًا في فترة لاحقة، يتبع الكنيسة ساحتان حولهما غرف، الجزء الشمالي كان على الأرجح نزلًا للحجاج، وتُعَد الكنيسة جزء من دير بمساحة 75م*45م، حيث كُشف عن مقاعد رجال الدين في المحراب ومكان كرسي كبير رجال الدين وسط المحراب وهذه المقاعد تخص البناء الأول، بينما هناك أيضًا مقاعد حجرية عند مدخل الكنيسة تمت زيادتها في المراحل اللاحقة، كما عثر على قطع رخامية من حاجز الهيكل وعمود من الحاجز.
وعثر في الموقع على أرضيات فسيفسائية ترجع للقرن السادس الميلادي، حيث تعرضت الصور فيها للتخريب المتعمد، اللوحة كانت تضم مشاهد صيد لحيوانات مفترسة وأشكال هندسية منها مربعات متشابكة، كما عُثر على كسر من الجص الملون بالأحمر مما يشير إلى وجود زخارف جدارية، وبقيت كلمات يونانية منقوشة على قطع من حاجز الهيكل منها (المعين والقديس جاور جس).
وأرجع أحد الخبراء وفريقه الكنيسة إلى نهايات القرن الخامس الميلادي وذلك اعتمادًا على دراسة الفخار في الموقع، أما الأرضيات الفسيفسائية فقد أُرجِعت للقرن السادس الميلادي، وأكد الفريق أن الكنيسة دُمرت وأعيد بناؤها مع إحداث تغييرات.
أما الكنيسة الثانية فتقوم أسفل مزار ولي ويعود المزار للفترة الإسلامية ربما للقرن الرابع عشر الميلادي، حيث كان من الصعب تتبع مخططها وبالتالي تحديد نمطها بدقة.

## الموقع
يقع مقام نبي الله هارون في جنوب الأردن على قمة جبل هارون غربي مدينة البتراء وهو مطل على الضفة الغربية ويعلو بلدة وادي موسى. ويبعد حوالي 250 كيلو متراً عن العاصمة عمّان قرب مدينة البتراء التاريخية.
تُقدِّم أسفار موسى روايتين لموت هارون، حيث يعطي سفر العدد (الفصل 20) بيانًا مفصلاً مفاده أنه بعد حادثة مريبة مباشرة (قادش) عندما أظهر موسى وهارون نفاد الصبر بإخراج الماء من الصخر لإرواء عطش الناس بعد أن أمرهم الله بالتحدث إلى الصخرة صعد هارون وابنه أليعازر وموسى إلى جبل هور على حافة حدود إدوم، وهناك جرد موسى هارون من ثيابه الكهنوتية وأعطاها إلى أليعازر، مات هارون ودُفن على قمة الجبل، ونعى له الشعب ثلاثين يومًا.
يرتبط جبل هور عادة بالجبل القريب من البتراء في الأردن والمعروف باللغة العربية باسم جبل هارون، والذي تم بناء مسجد على قمته في القرن الرابع عشر، في الواقع يصف يوسيفوس ويوسابيوس موقعه فوق مدينة البتراء.
الرواية الأخرى موجودة في سفر التثنية، حيث ورد أن موسى قال إن هارون مات في مسيروت (موسير) ودفن هناك. تم التعرف على موسير مع نافورة الطيبة التي تقع في أسفل الممر المؤدي إلى صعود جبل هور، بينما يرى البعض الآخر أن موقع مسيروت لا يمكن أن يكون هنا لأن خط سير الرحلة في الأرقام 33: 31-37 يسجل سبع مراحل بين موسير وجبل هور، ولأسباب مماثلة لا يزال آخرون يشككون في إمكانية تحديد جبل هور في الواقع بجبل هارون، يزور الحجاج اليهود موقع جبل هارون وقد يزوره المسلمون أيضًا.

## الوضع الديني
تعتبر السلطات الأردنية ضريح هارون مسجدًا وتمنع الصلاة اليهودية في الموقع، في أغسطس 2019 شاركت مجموعة من السياح الإسرائيليين فيديو لأنفسهم يرقصون مع مخطوطة التوراة في الموقع ثم صادرت السلطات مواد دينية من المجموعة وأغلقت القمة أمام مجموعات سياحية أجنبية ليس لديها إذن بالزيارة من وزارة الأوقاف.